# Alexandrina Onslow
Alexandrina Maria Onslow (27 de enero de 1868-Zagreb, 1950) fue una oficial del ejército británico y miembro de la resistencia, condecorada en varias ocasiones por su labor. Compartió su vida con la pintora croata Nasta Rojc y fueron de las primeras parejas en vivir abiertamente como lesbianas en Zagreb.

## Trayectoria
Alexandrina Maria Onslow nació el 27 de enero de 1868, y era hija de Helen Jane Allardice y del capitán de la Marina Real británica Harrington Campbell Onslow. Durante la Primera Guerra Mundial, formó parte del Hospital Voluntario de Australia y fue chófer para la Cruz Roja francesa. En 1916, se alistó en los Hospitales de Mujeres Escocesas y sirvió como conductora en el frente ruso. En diciembre de 1916 regresó a Reino Unido para reclutar a más conductoras para la guerra. En 1918 volvió al frente balcánico  al año siguiente conoció a la pintora croata Nasta Rojc durante una excursión por el Mar Adriático que organizaban las antiguas trabajadoras de los Hospitales Femeninos Escoceses.
En 1922, Onslow se convirtió en presidenta del Fondo Haverfield para Niños Serbios de Bajina Bašta, tras el fallecimiento de sus fundadoras, Elsie Inglis y Evelina Haverfield. En 1923, se fue a con Rojc en la casa que esta diseñó y construyó para ellas y donde vivieron juntas hasta el fallecimiento de Onslow, siendo de las primeras parejas en vivir abiertamente como lesbianas en Zagreb. Entre 1924 y 1925, viajó con Rojc y Vera Holme, la viuda de Haverfield, por Inglaterra y Escocia.
Pese a que en Reino Unido Rojc recibía alabanzas por sus obras, en Croacia era víctima de críticas misóginas que trataban de desacreditar su obra. Por ello, en 1927 fundó con Lina Virant Crnčić el Klub likovnih umjetnica (en español, Club de Mujeres Artistas), la primera asociación de artistas de Croacia con la intención de promover la carrera artística de mujeres en la región. Onslow, cuya familia pertenecía a la nobleza británica, utilizó su influencia con nobles como María de Rumanía, para conseguir patrocinadores para el club, organizar redes internacionales y asegurar encargos de obras para Rojc, una de las cuales fue un retrato del rey Alejandro I. Onslow fue retratada en los cuadros de Rojc.
Cuando estalló la Segunda Guerra Mundial, Rojc y Onslow se unieron a la resistencia. Tras la proclamación del Estado Independiente de Croacia en 1941, su casa fue confiscada. En 1943 fueron denunciadas a la Ustacha, detenidas y, pese a su avanzada edad, fueron enviadas a prisión. Ambas mujeres enfermaron y fueron enviadas al hospital de la cárcel. Al no encontrar pruebas en su contra, la pareja fue puesta en libertad al cabo de unos meses, pero no pudo regresar a su casa hasta 1945, cuando les fueron devueltas algunas de sus propiedades. Continuaron apoyando a la resistencia y oponiéndose a la expansión del fascismo.
En 1946, Onslow, de 76 años, estaba ciega, sorda y muy enferma y ella y Nasta Rojc dependían en gran medida de la ayuda de sus viejos amigos en el extranjero, como Vera Holme que logró enviarles algunos paquetes de provisiones a través de sus amigos en las altas esferas de la política británica como el embajador en Belgrado Ralph Skrine Stevenson.
Onslow, que fue condecorada por su labor en el ejército británico, falleció en Zagreb en 1950, siendo enterrada en el cementerio Mirogoj, lugar donde más tarde fue sepultada junto a ella Rojc, que vivió el resto de su vida en la soledad y pobreza. 